# Tour des Flandres 1990
 (août 2025).
Si vous disposez d'ouvrages ou d'articles de référence ou si vous connaissez des sites web de qualité traitant du thème abordé ici, merci de compléter l'article en donnant les références utiles à sa vérifiabilité et en les liant à la section « Notes et références ».
La 74e édition du Tour des Flandres a eu lieu le 1er avril 1990 et a été remportée par l'Italien Moreno Argentin.

## Présentation
La course disputée sur un parcours de 265 kilomètres est l'une des manches de la Coupe du monde de cyclisme sur route 1990.

## Classement
| #  | Coureur             | Équipe                   |    | Temps           |
| -- | ------------------- | ------------------------ | -- | --------------- |
| 1  | Moreno Argentin     | Ariostea                 | en | 6 h 47 min 25 s |
| 2  | Rudy Dhaenens       | PDM-Concorde             |    | 0 s             |
| 3  | John Talen          | Panasonic-Sportlife      |    | 11 s            |
| 4  | Carlo Bomans        | Weinmann                 |    | 11 s            |
| 5  | Maurizio Fondriest  | Del Tongo                |    | 14 s            |
| 6  | Jan Schur           | Chateau d'Ax             |    | 23 s            |
| 7  | Niki Rüttimann      | Helvetia-Fichtel & Sachs |    | 23 s            |
| 8  | Claude Criquielion  | Lotto-Superclub          |    | 37 s            |
| 9  | Jean-Claude Colotti | RMO                      |    | 37 s            |
| 10 | Franco Ballerini    | Del Tongo                |    | 37 s            |